# Pointe du Souffleur (Bouillante)
Ne doit pas être confondu avec Pointe du Souffleur.
La pointe du Souffleur est un cap de Guadeloupe situé en Basse-Terre sur la commune de Bouillante.

## Géographie
La pointe du souffleur forme avec la petite pointe de Duché la plage de Petite Anse.

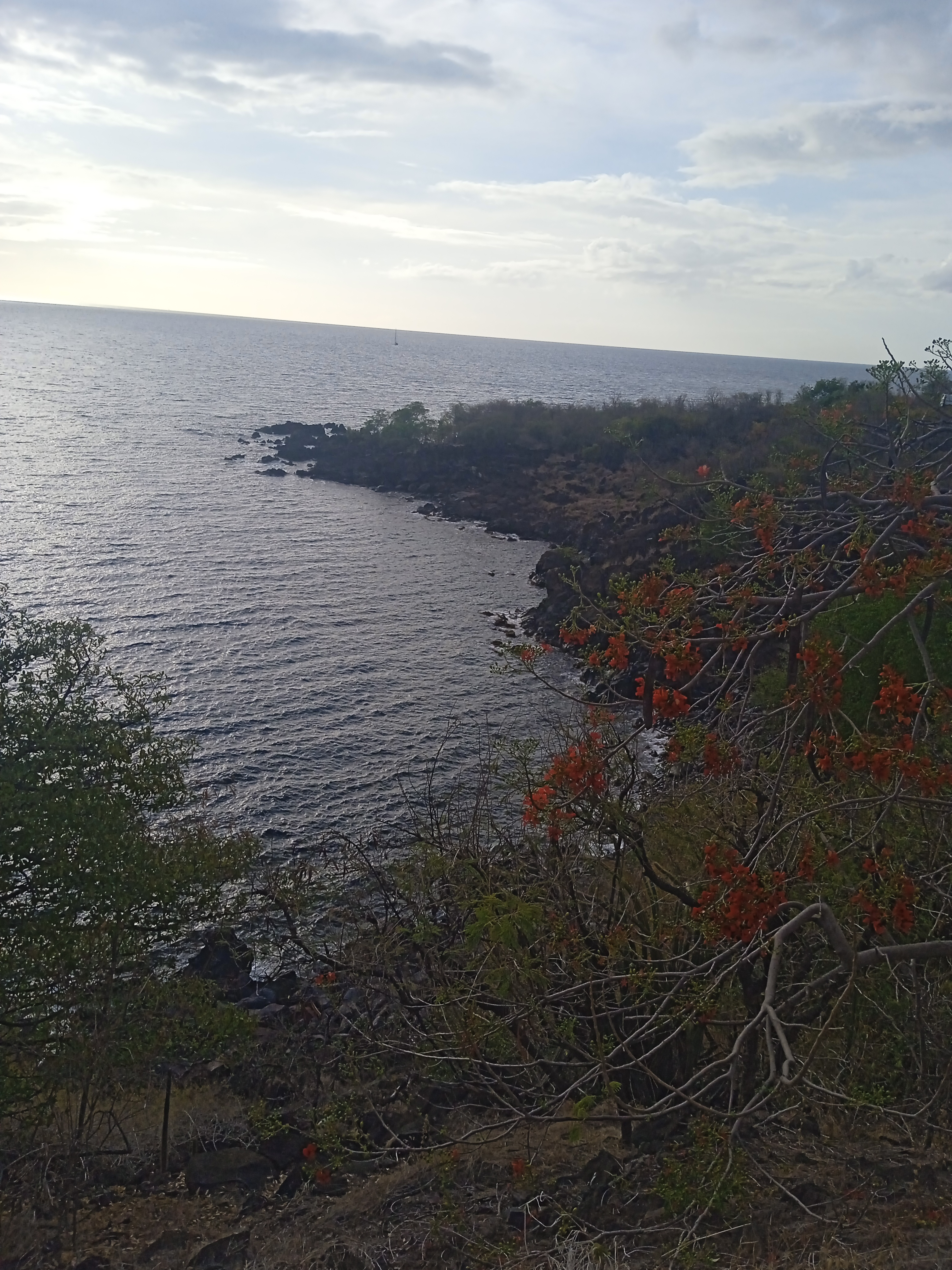
Pointe Sec, entre la pointe de l'Anse et la pointe du Souffleur.